# Kosta Angeli Radovani
Kosta Angeli Radovani, hrvaški kipar in akademik, * 6. oktober 1916, London, † 27. februar 2002, Zagreb.

## Življenje in delo
Po končani osnovni šoli in gimnaziji, ki ju je obiskoval v Zagrebu je od 1934 do 1938 v Milanu na Acedemii belle arti di Brera študiral kiparstvo. Med 2. svetovno vojno in po njej je bil zaposlen na zagrebški Akademiji likovnih umetnosti. Od leta 1977 do upokojitve 1987 je bil redni profesor na kiparskem oddelku na Fakulteti likovnih umetnosti v Sarajevu, od 1992 pa redni član 
Hrvaške akademije znanosti in umetnosti. 
Portrete, akte in figuralne kompozicije je ustvarjal v bronu in žgani glini. Prvič je razstavljal leta 1940 v Zagrebu. Po končani vojni je imel več razstav v Italiji, Združenih državah Amerike, Grčiji in drugod. V Jugoslaviji je postavil več spomenikov vstaje. Za spomenik vstaje v Drežnici je lata 1949 prejel jugoslovansko državno nagrado, leta pa 1962 je v Kumanovu postavil spomenik revoluciji in v Šibeniku spominski park Šubićevac.